# Okres Krupina
Der Okres Krupina (deutsch Bezirk/landkreis Karpfen) ist eine Verwaltungseinheit in der Mittelslowakei mit 21.209 Einwohnern (Stand 31. Dezember 2024) und einer Fläche von 585 km².
Historisch gesehen liegt der Bezirk/Landkreis vollständig im ehemaligen Komitat Hont (siehe auch Liste der historischen Komitate Ungarns).

## Bevölkerung
| Jahr                | 1994   | 2004    | 2014    | 2024    |
| ------------------- | ------ | ------- | ------- | ------- |
| Anzahl der Personen | 23.046 | 22.674  | 22.636  | 21.209  |
| Unterschied         |        | −1,61 % | −0,16 % | −6,30 % |

| Jahr                | 2023   | 2024    |
| ------------------- | ------ | ------- |
| Anzahl der Personen | 21.271 | 21.209  |
| Unterschied         |        | −0,29 % |

## Städte
- Dudince (Dudintze)
- Krupina (Karpfen)

## Gemeinden
| - Bzovík - Cerovo - Čabradský Vrbovok - Čekovce - Devičie - Dolné Mladonice (Untermladunitz) - Dolný Badín (Unterbadin) - Domaníky - Drážovce (Dahowitz) - Drienovo - Hontianske Moravce - Hontianske Nemce (Nemtze) | - Hontianske Tesáre (Dessir) - Horné Mladonice (Obermladunitz) - Horný Badín (Oberbadin) - Jalšovík - Kozí Vrbovok - Kráľovce-Krnišov - Lackov - Ladzany (Lasan) - Lišov - Litava - Medovarce (Medowaritz) - Rykynčice (Ruckinschitz) | - Sebechleby (Siebenbrot) - Selce - Senohrad - Sudince (Sedimitz) - Súdovce (Sudowatz) - Terany (Terin) - Trpín - Uňatín - Zemiansky Vrbovok - Žibritov |

Das Bezirksamt ist in Krupina.

## Kultur
In dem Artikel Denkmalgeschützte Objekte im Okres Krupina findet man Informationen über die vom slowakischen Denkmalamt geschützten Objekte im Okres.